# Crème brûlée

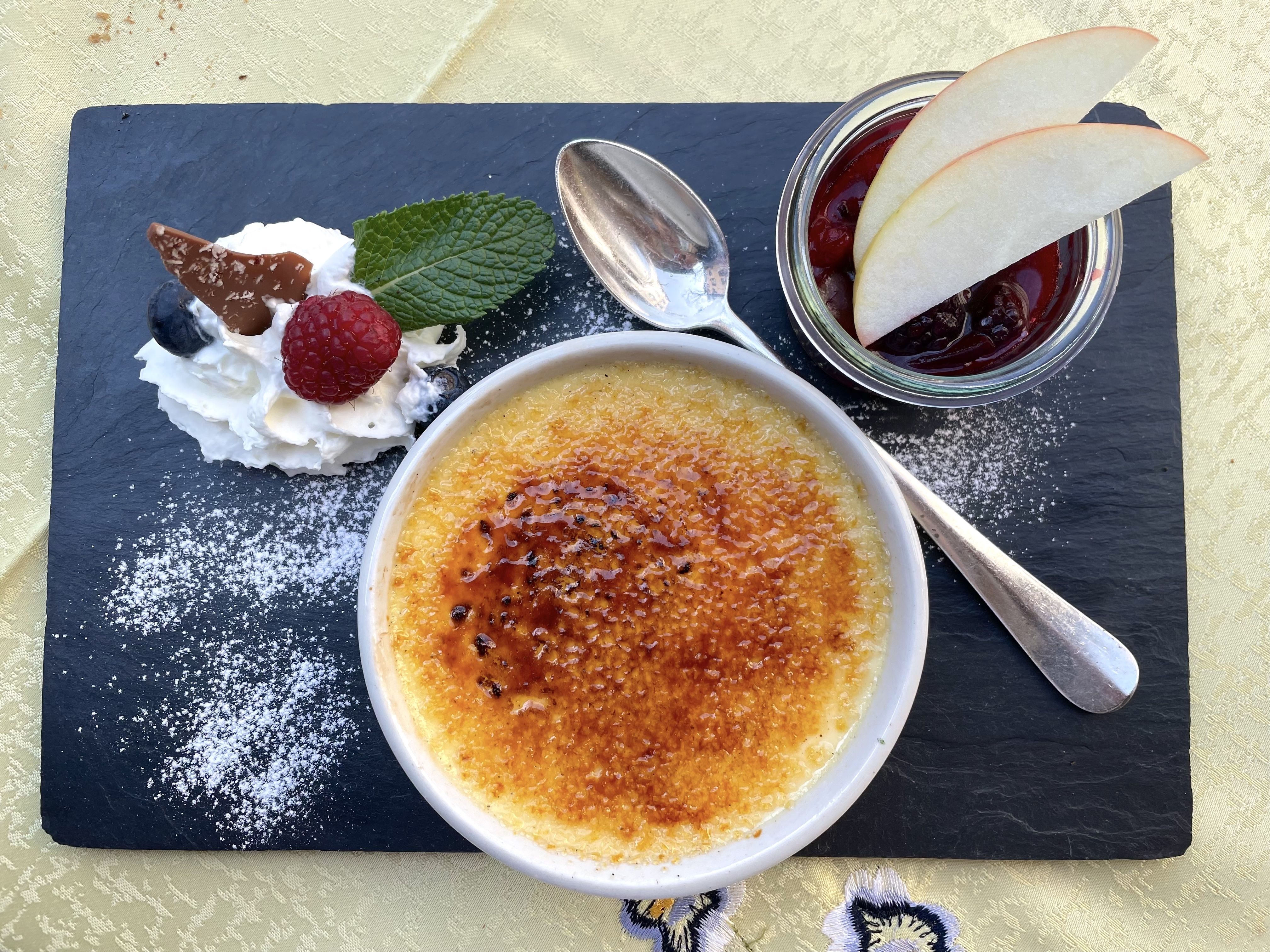
Crème brûlée

Crème brûlée (französisch für „gebrannte Creme“) ist eine Süßspeise aus Eigelb, Sahne und Zucker, die als Dessert in der französischen Küche serviert wird. Sie wird mit Vanille, Zimt, Orangenschale, Zitronenschale, Ingwer oder Mandelmilch aromatisiert. Das Besondere an der Creme ist eine Karamellkruste.
Die Crema catalana ähnelt der französischen Rezeptur, verwendet jedoch Milch statt Sahne und wird nicht im Wasserbad zubereitet. In der Schweiz gibt es die ebenfalls sehr ähnliche Brönnti Creme (Gebrannte Creme), die sowohl Milch als auch Sahne enthält. Auch das Schweizer Rezept kommt ohne Wasserbad aus.

## Zubereitung

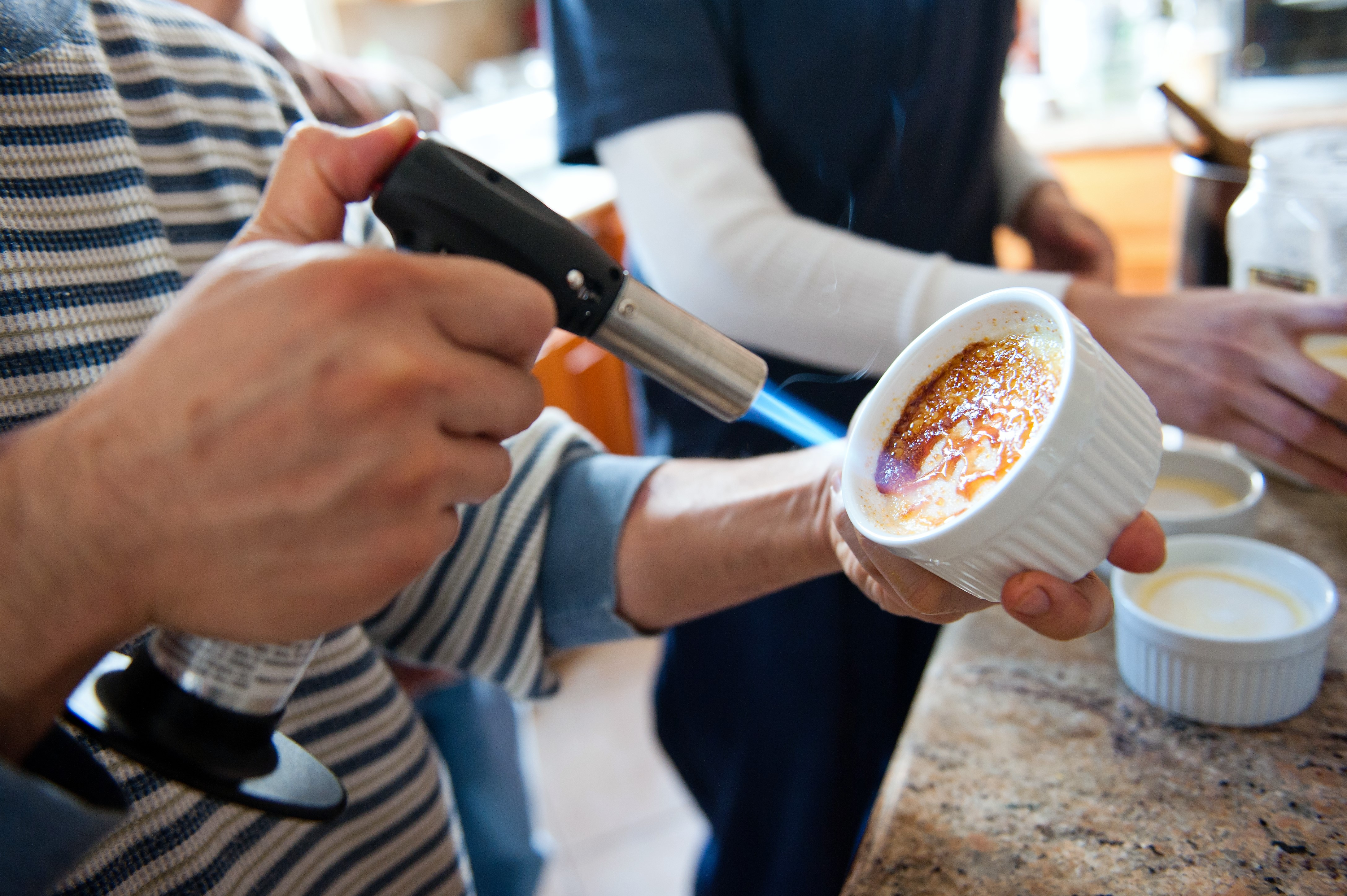
Karamellisieren der Zuckerschicht mit einem kleinen Handgasbrenner

Zuerst wird das Eigelb mit dem Zucker verrührt und die Sahne erhitzt, ohne sie zum Kochen zu bringen. Danach wird das Vanillemark zur Sahne gegeben und die Mischung in die Ei-Zucker-Creme gegossen. Anschließend wird die Creme in kleinen flachen Auflaufformen in einer Bain-Marie oder im Wasserbad im Backofen pochiert. Nach dem Pochieren werden die Schalen mit der gestockten Creme kaltgestellt.
Sobald die Creme abgekühlt ist, wird sie mit einer dünnen Zuckerschicht bestreut. Diese wird dann sofort karamellisiert, ehe der Zucker Feuchtigkeit gezogen hat. Ursprünglich erfolgte dies mit einem glühenden Schüreisen oder einer glühenden Schaufel, später einem speziellen Karamellisiereisen (Fer à caraméliser), dessen runde Eisenplatte am Stiel ins Feuer gehalten wurde. Heute werden jedoch wegen einfacherer Handhabung zunehmend auch andere Geräte verwendet: in der Gastronomie der Salamander oder spezielle elektrische Karamellisiereisen, im Hausgebrauch meist ein kleiner Handgasbrenner.